# Radium
Radium (von lateinisch radius ‚Strahl‘, wegen seiner Radioaktivität, wie auch Radon) ist ein chemisches Element mit dem Elementsymbol Ra und der Ordnungszahl 88. Im Periodensystem steht es in der 2. Hauptgruppe, bzw. der 2. IUPAC-Gruppe und zählt damit zu den Erdalkalimetallen.

## Geschichte
Radium wurde am 21. Dezember 1898 in Frankreich von der polnischen Physikerin Marie Curie und ihrem Ehemann, dem französischen Physiker Pierre Curie, in der Pechblende aus dem böhmischen St. Joachimsthal entdeckt. Wegweisend war dabei der Befund, dass gereinigtes Uran (als Metallsalz) nur einen geringen Bruchteil der Radioaktivität des ursprünglichen Uranerzes aufwies. Stattdessen fand sich der größte Teil der Radioaktivität des Erzes in der Bariumsulfat-Fällung wieder. Für das abgetrennte Element wurde dann die ausgeprägte Strahlungseigenschaft zur Namensgebung herangezogen. Die Curies mussten über eine Tonne Erz verarbeiten, um eine wägbare Menge Radium zu gewinnen. Auch später, als Radium für allerlei (größtenteils wissenschaftlich nicht haltbare) medizinische Anwendungen oder als „selbstleuchtendes“ Material Verwendung fand, Uran aber wenig Anwendungen hatte (die Kernspaltung wurde erst 1938/39 entdeckt), wurde tonnenweise Erz verarbeitet, um geringe Mengen Radium zu gewinnen – Uran war dabei zunächst „Abfall“ und entsprechend billig verfügbar.
Gefährlichkeit von Radium für Menschen

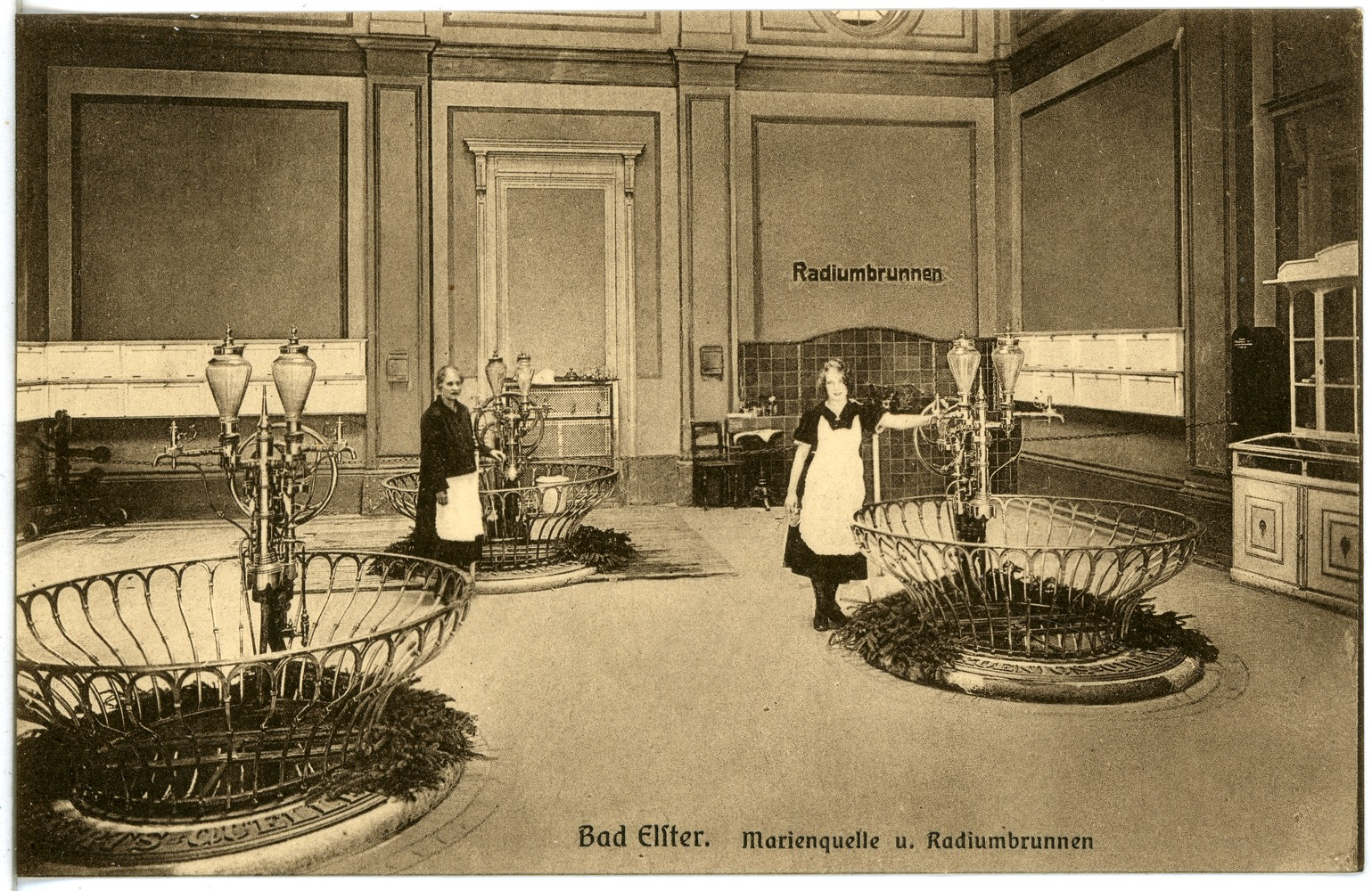
Radiumbrunnen in Bad Elster (1924)

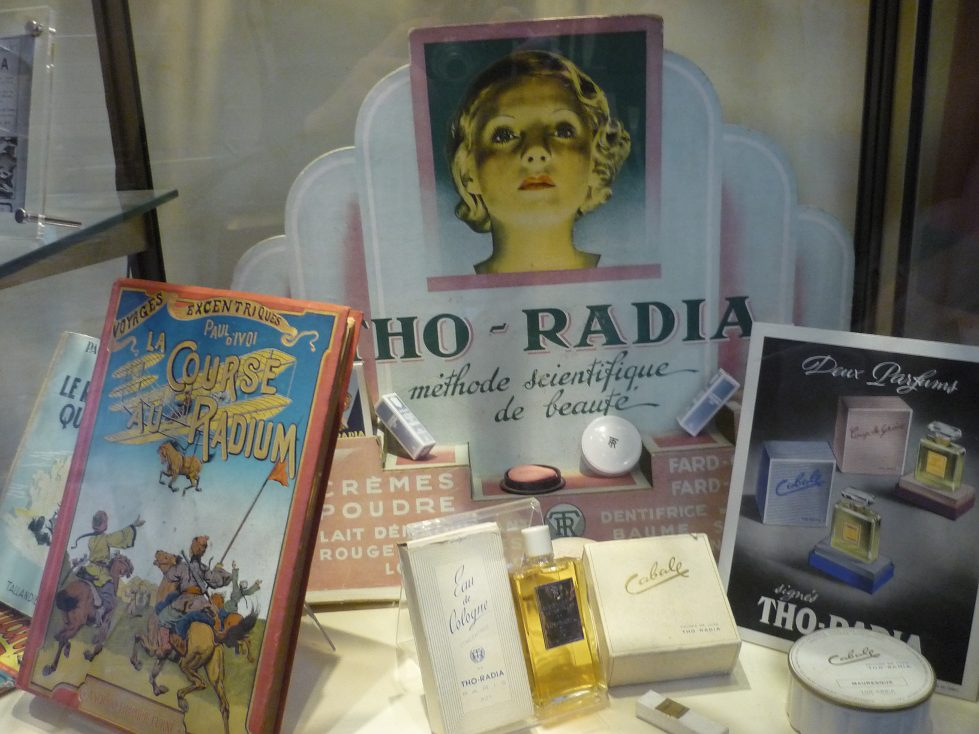
Radiumhaltige Kosmetika (um 1925)

Radiumverbindungen galten zunächst als relativ harmlos oder gar gesundheitsfördernd und wurden in den Vereinigten Staaten und Europa als Medikament gegen eine Vielzahl von Leiden beworben (z. B. als Krebsmittel) oder als Zusatz in Produkten verarbeitet, die im Dunkeln leuchteten. Die Verarbeitung geschah ohne jegliche Schutzvorkehrungen. Noch bis Mitte der 1930er Jahre wurden Kosmetika und Genussmittel beworben, die Radium enthielten.
Nach der Gründung des Radiumbades Sankt Joachimsthal in Böhmen 1906 kam es unmittelbar vor dem Ersten Weltkrieg aufgrund einer vermuteten Heilwirkung von Radium zu einem Aufblühen der Radiumbäder in Deutschland. Während bereits vor dem Krieg Bad Kreuznach damit warb, stärkstes Radiumsolbad zu sein, war es nach dem Krieg – neben St. Joachimsthal und Oberschlema – vor allem Bad Brambach. Letztere beiden Orte behaupteten von sich, stärkstes Radium- bzw. Radiummineralbad der Welt zu sein, wobei zu beachten ist, dass in den Heilquellen vor allem Radon, Radium hingegen nur in geringen Spuren vorkam. Korrekterweise hätten sich diese Bäder Radonbad nennen müssen.

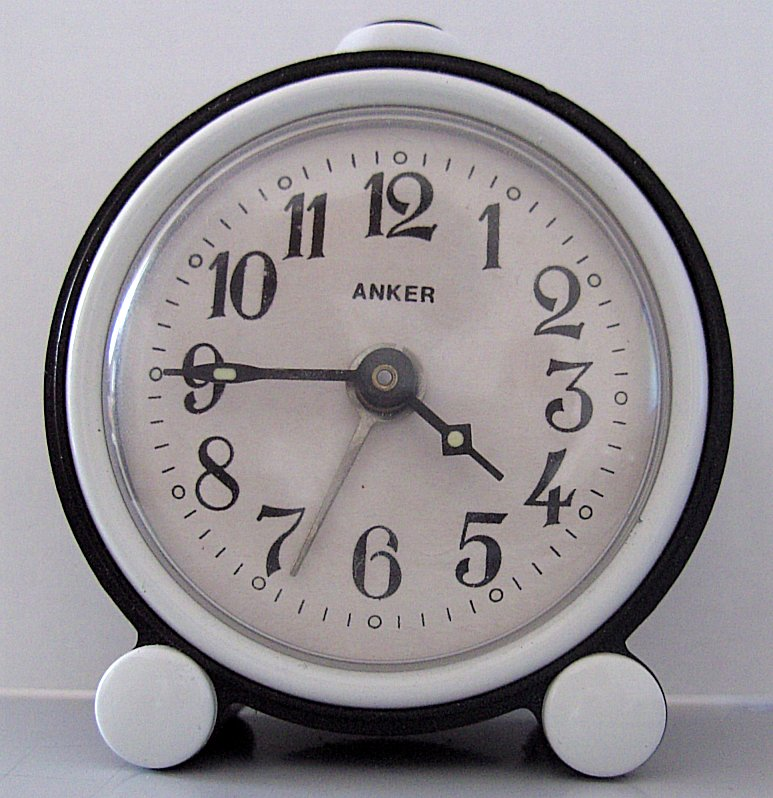
Die selbstleuchtenden Punkte an den Zahlen und auf den Zeigern dieser Uhr enthalten Radium

In den 1920er Jahren erkannte man die gesundheitsschädliche Wirkung von Radium, als sehr viele der als Radium Girls bezeichneten Zifferblattmalerinnen in Orange (New Jersey) durch die ionisierende Strahlung der selbstleuchtenden Zifferblatt-Farbe Krebstumore an Zunge und Lippen bekamen, weil sie mit dem Mund ihre Pinsel spitzten. Der New Yorker Zahnarzt Theodor Blum veröffentlichte 1924 einen Artikel über das Krankheitsbild des Radiumkiefers (engl. radium jaw). Er schrieb die Erkrankung zunächst der Giftigkeit des Phosphors zu. Harrison Martland, Pathologe in New Jersey, war es schließlich, der 1925 eine Studie begann, in deren Ergebnis die Ursache richtigerweise dem Radium zugeschrieben wurde.
Bis 1931 wurde mit Radium versetztes Wasser namens Radithor in kleinen Flaschen zum Trinken verkauft. Spätestens mit dem Tod des Stahlmagnaten Eben Byers im Jahre 1932, der von 1928 bis 1930 täglich zwei Flaschen Radithor zu sich genommen hatte, stand unumstritten fest, dass Radium schwerste Gesundheitsschäden hervorrufen kann.
Ab 1905 begannen Paul Oudin und Fernand Verchère (1854–1940) mit Versuchen, Gebärmuttertumoren und andere gynäkologische Erkrankungen mit Radium zu behandeln. Obwohl Radium als Alphastrahler durchaus tatsächliche medizinische Anwendungen in der Radiotherapie hätte, ist aufgrund der Schwierigkeiten bei seiner Gewinnung und der zumeist unerwünschten Eigenschaft, sich als Erdalkalimetall in den Knochen einzulagern (analog zu Calcium oder dem ebenfalls radioaktiven Strontium-90), Radium heutzutage praktisch nicht mehr medizinisch in Verwendung. Auch ist die lange physikalische Halbwertszeit von Radium-226, verbunden mit der relativ hohen biologischen Halbwertszeit, nachteilig, da die negativen Effekte der Verbringung dieses Nuklids in den Körper dadurch üblicherweise länger anhalten als die Radiotherapie als solche. Stattdessen kommen andere Radionuklide zum Einsatz, welche zumeist in Teilchenbeschleunigern oder Kernspaltungsreaktoren (sowohl Forschungsreaktoren als auch solche, die hauptsächlich der Stromerzeugung dienen) gewonnen werden.

## Vorkommen
Radium ist eines der seltensten natürlichen Elemente; sein Anteil an der Erdkruste beträgt etwa 7 · 10−12 %. Es steht in einem natürlichen Zerfallsgleichgewicht mit Uran-238 (über 99 % der Masse von natürlichen Uran). Damit ist der Radiumgehalt des jeweiligen Gesteines proportional zu dessen Urangehalt (unter der Voraussetzung des Nicht-Stattfindens von Transportprozessen). Der massebezogene Faktor beträgt etwa 1/3.000.000 (ca. 0,3 g/t Schwermetall). Im radioaktiven Zerfall, dem es selbst unterliegt, ist es das Mutternuklid von Radon-222. Da Radium als Erdalkalimetall sich chemisch anders verhält als Uran (ein  Actinoid), kann es sich beim Abbau uranhaltiger Materialien oder wenn diese z. B. mit Grundwasser in Kontakt stehen, lokal an- oder abreichern. Bekannt ist sein Vorkommen in Phosphorgips, einem Abfallprodukt des Phosphatabbaus. Phosphatgesteine (z. B. Apatit) enthalten oft – gelegentlich sogar wirtschaftlich nutzbare – Urananteile und damit Radium. Da Radiumsulfat (siehe unten) sogar noch unlöslicher als Calciumsulfat (=Gips/Anhydrit) ist, verbleibt selbiges beim Phosphorgips, während lösliche Verunreinigungen mit der Phosphorsäure (dem gewünschten Endprodukt) in der wässrigen Phase verbleiben. Phosphorgips ist daher ein TENORM, ein Material, dessen natürliche radioaktiven Komponenten durch technische Prozesse angereichert wurden.
Geringe Mengen Radium finden sich auch in thoriumhaltigen Materialien, jedoch ist das Zerfallsgleichgewicht noch mehr zu Ungunsten des Radiums verschoben, da Thorium-232 (das einzige primordiale Thorium-Isotop) noch langlebiger ist als Uran-238, und die Radium-Isotope in der Zerfallsreihe von Thorium noch kurzlebiger sind als Radium-226, das Radium-Isotop aus der Zerfallsreihe von Uran-238. Auch in der Zerfallsreihe von Uran-235 kommen Radium-Isotope vor, dies ist jedoch aufgrund des geringen Masseanteils von Uran-235 (~0,72 % in natürlichem Uran, abgesehen von jenem aus Oklo) nicht weiter von Belang.

## Eigenschaften

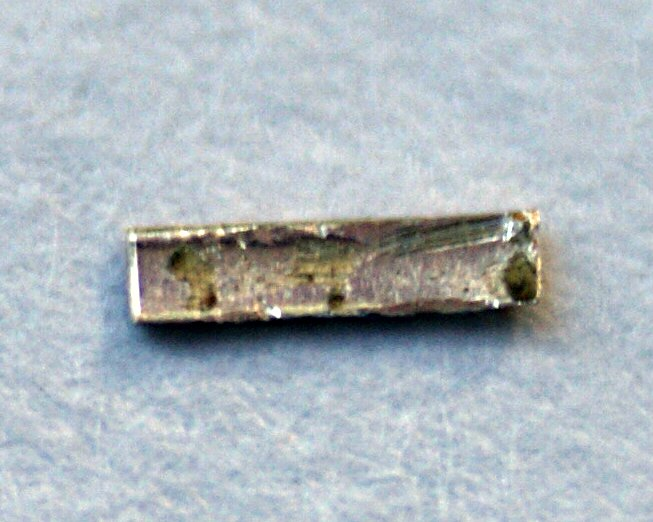
Galvanischer Radium-Überzug auf Kupferfolie, zum Schutz vor Oxidation mit Polyurethan beschichtet

Als Metall ist es ein typisches Erdalkali-Element. Es ist weich und silberglänzend. Radium ist dem leichteren Gruppenhomologen Barium sehr ähnlich, jedoch noch unedler als dieses. Bei Kontakt mit Sauerstoff oxidiert es sehr rasch und reagiert heftig mit Wasser. In Luft bildet sich auch Radiumnitrid, weswegen Stickstoff als Inertgas für die Lagerung von Radiummetall unter Schutzatmosphäre ausscheidet.
In wässriger Lösung liegt es stets positiv zweiwertig vor. Das zweiwertige Kation ist farblos. Wie Barium bildet es einige schwerlösliche Salze, so das Carbonat, Sulfat und Chromat. Andere Salze wie die Halogenide (das Fluorid ist nur mäßig löslich), Nitrat und Acetat sind leicht löslich. Die Salze geben der Bunsenflamme eine karminrote Färbung.

## Isotope
Die Massenzahlen seiner Isotope reichen von 202 bis 234, ihre Halbwertszeiten liegen zwischen etwa 182 Nanosekunden für 216Ra und 1602 Jahren für 226Ra. Da das Radium-Isotop 226Ra in wägbaren Mengen gewonnen werden kann, ist es möglich, seine chemischen Eigenschaften recht gut zu studieren.

## Verwendung

### Radium in der Radio-Onkologie
Die Anwendung von geschlossenen Radiumkapseln war eine frühe Form der Brachytherapie bei Krebserkrankungen, z. B. des Gebärmutterhalses. Die frühesten Anwendungen setzten dabei 226Ra aus natürlichen Quellen ein. 2013 brachte der Pharmahersteller Bayer HealthCare mit Radium-223-dichlorid (Xofigo®) ein Radiopharmakon auf Basis von 223Ra, einem alpha-Strahler mit einer Halbwertszeit von 11,43 Tagen, zur intravenösen Anwendung bei symptomatischen Knochenmetastasen des kastrationsresistenten Prostatakrebses auf den Markt. Aufgrund der geringen Halbwertszeit von 223Ra wird dieses ausschließlich kerntechnisch gewonnen, obwohl es ein Glied der Zerfallsreihe von 235U ist. Das Mutternuklid 227Ac bzw. dessen Mutternuklid 227Th kann dabei sowohl aus entsprechend Actinoid-Mischungen extrahiert oder durch Transmutation von 226Ra durch Neutroneneinfang gewonnen werden.

### Radium im Physikunterricht

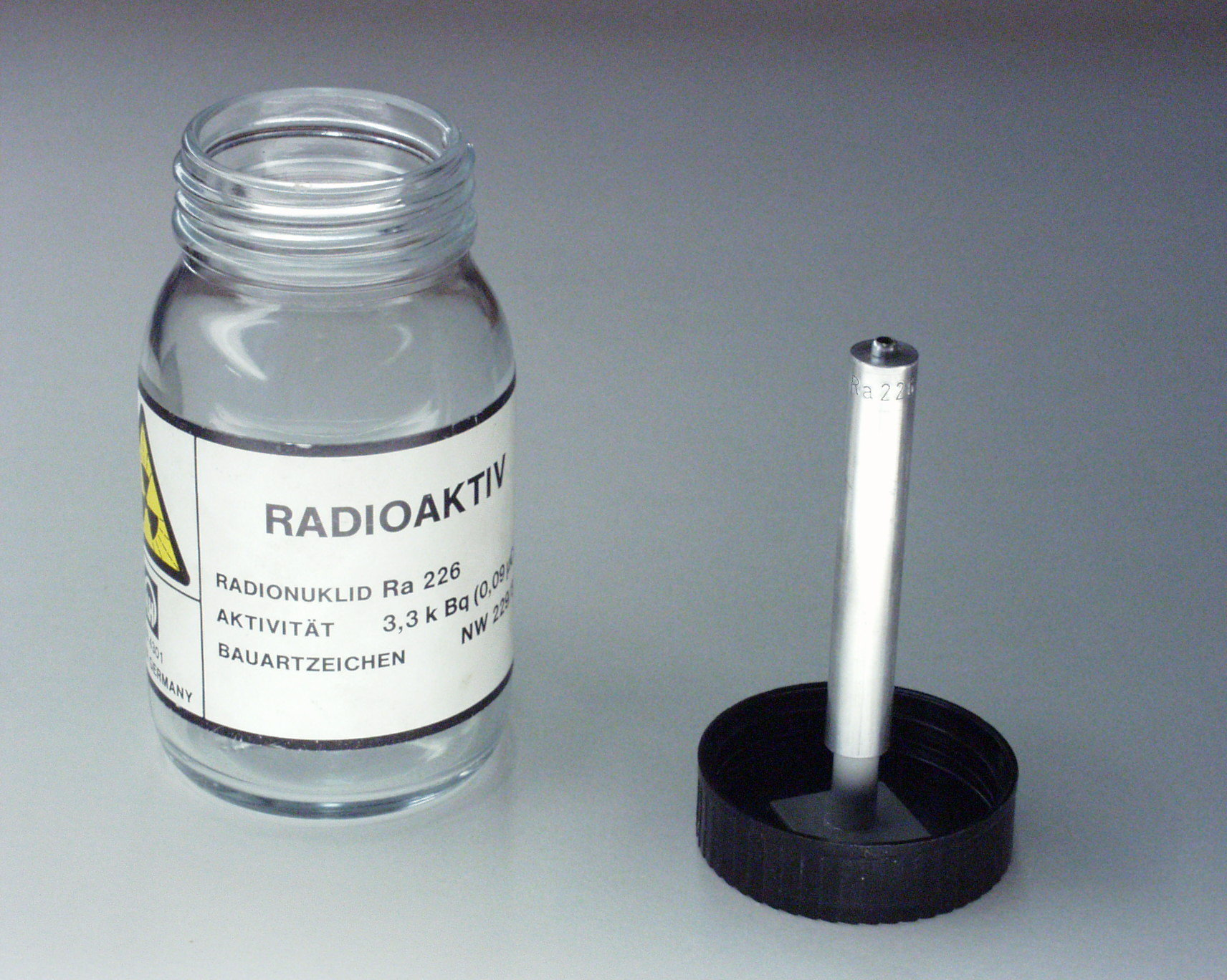
Ra-226 Präparat für Schulversuche. Aktivität 3300 Bq. Strahlungen: α, β, γ. Hersteller: LD Didactic

Zur Darstellung der Alphastrahlung sind Radiumpräparate im Handel, die unter Wahrung der Sicherheitsvorschriften in Nebelkammern eingesetzt werden können. Es stehen zwei Intensitäten (3,7 kBq entsprechend 0,1 μg Ra und 60 kBq, ca. 1,62 μg Ra) zur Verfügung.

### Radium-Beryllium-Quelle
Radium wird insbesondere auch in der Kernwaffentechnik für Neutronenquellen eingesetzt. Wenn Radium und Beryllium vermischt werden, dann setzt die Bestrahlung des Berylliums mit der Alpha-Strahlung des Radiums daraus Neutronen frei. Plutoniumbomben sind so konstruiert, dass bei der Zündung des Kernsprengsatzes das Plutonium zunächst durch eine chemische Implosionsladung komprimiert und dadurch überkritisch wird und dabei dann Radium und Beryllium vermischt wird, um dadurch in großer Zahl initiale Neutronen zum Start der nuklearen Kettenreaktion zu erzeugen, denn die Entwicklung der Kettenreaktion aus nur wenigen, ggf. zufällig auftretenden Neutronen würde zu lange dauern, um die beabsichtigte Sprengkraft („yield“) zu erzielen.

## Umweltproblematik

### Radium und Uranbergbau
Da Radium über das Zerfallsgleichgewicht an das Uran gekoppelt ist, begleitet es dieses zwangsläufig in seinen Erzen und wird bei den bergbaulichen Aktivitäten mit umgewälzt, also aus dem geologischen Einschluss herausgelöst. Bei der Erzaufbereitung ist im Wesentlichen nur das Uran von Interesse (Yellowcake), das Radium wird zum Bestandteil der Rückstandsfraktion und als Abraum deponiert. Damit ist nicht im verkauften Uran der größte Teil der Radioaktivität des ursprünglich geförderten Uranerzes enthalten, sondern in den Tailingsdeponien der Erzaufbereitung. Das Verfahren des in-situ-leaching, bei dem Uran mittels einer Lösungsflüssigkeit gewonnen wird, belässt dabei Radium im Ausgangsgestein.
Eine Beeinflussung der belebten Erdoberfläche (Umwelt) ergibt sich einerseits über die vom Radium selbst ausgehende Strahlung (insbesondere Alphastrahlung), andererseits über seine Wirkung als Radonquelle. Auswirkungen dieser Art einzudämmen ist das Ziel von Sanierungsanstrengungen in Bergbaufolgelandschaften (siehe auch Wismut).

### Radium und stoffumwandelnde Industrien
Überall, wo große Mengen natürlicher heterogen zusammengesetzter Stoffgemische umgesetzt werden, wird über deren Spurengehalt von Uran und Radium auch natürliche Radioaktivität mit verfrachtet. Dies trifft insbesondere für die Kohle-Verfeuerung in Kraftwerken zu (Kohlelagerstätten als hydrogeologische Uran-Senken). Nicht zurückgehaltene Stäube verfrachten das Radium der Kohle anteilsweise in die Atmosphäre. Bei greifenden Rauchgasreinigungsmaßnahmen erscheint das Radium dann auch in den festen Rückständen (REA-Gips), die zum Teil marktfähig sind.

## Sicherheitshinweise
Einstufungen nach der CLP-Verordnung liegen nicht vor, weil diese nur die chemische Gefährlichkeit umfassen und eine völlig untergeordnete Rolle gegenüber den auf der Radioaktivität beruhenden Gefahren spielen. Auch Letzteres gilt nur, wenn es sich um eine dafür relevante Stoffmenge handelt.

## Verbindungen
Radiumverbindungen liegen fast ausschließlich in der Oxidationsstufe +II vor. Diese sind meist farblose, salzartige Feststoffe, die sich infolge Radiolyse der eigenen Alphastrahlung mit der Zeit gelb färben.
Eine Übersicht über Radiumverbindungen gibt die Kategorie:Radiumverbindung.

## Sonstiges
- Unter der Leitung des deutschen Geologen und außerordentlichen Professors für Stratigraphie und Paläontologie Wilhelm Salomon-Calvi gelang am 14. August 1918 in einer Tiefe von 998 Metern die erfolgreiche Erbohrung einer Radium-Sole-Thermalquelle im Stadtteil Heidelberg-Bergheim mit 27 °C Wassertemperatur. Im Juli 1928 wurde dort ein Radium-Solbad eröffnet. Der Radium-Kurbetrieb endete mit dem Beginn des Zweiten Weltkriegs. 1957 versiegte die sogenannte Heilquelle spontan, der laut Salomon damals an Radiumsalzen reichsten Quelle der Welt.[25][26] Die Quelle ist die einzige Thermalquelle in Deutschland, die reines Radiumsalz enthält. Trinkkuren und Bäder sollten gegen Erkrankungen helfen.[27]
- Ein sogenannter Radiumbecher wurde 2015 bei einem Recyclingunternehmen in Alsfeld gefunden und durch Mitarbeiter des Regierungspräsidiums Gießen sichergestellt. Solche Becher mit einem Einsatz für Radiumsalz wurden zu Beginn des 20. Jahrhunderts zum Trinken genutzt, weil man damals von einer gesundheitsfördernden Wirkung von ionisierender Strahlung ausging.[28]
- Paranüsse enthalten bei entsprechender Bodenbeschaffenheit, verglichen mit sonstigen Nahrungsmitteln, erhöhte Gehalte an Radium-224, Radium-226 und (das um 1906 Otto Hahn als Mesothorium entdeckte[29]) Radium-228. Wenn man täglich zwei Paranüsse verzehrt (etwa 8 Gramm), erhält man eine zusätzliche Dosis von 160 Mikrosievert/Jahr.[30]
- In Wipperfürth gibt es das 1904 als Glühlampenfabrik gegründete und heute noch produzierende Unternehmen Radium Lampenwerk. Der Markenname Radium steht hier bloß für die Aussendung von sichtbarem Licht des glühenden Wolframdrahts.
- Die deutsche strategische Reichsradiumreserve wurde 1945 vom amerikanischen Geheimdienst beschlagnahmt.